# St. Michael (Neutraubling)

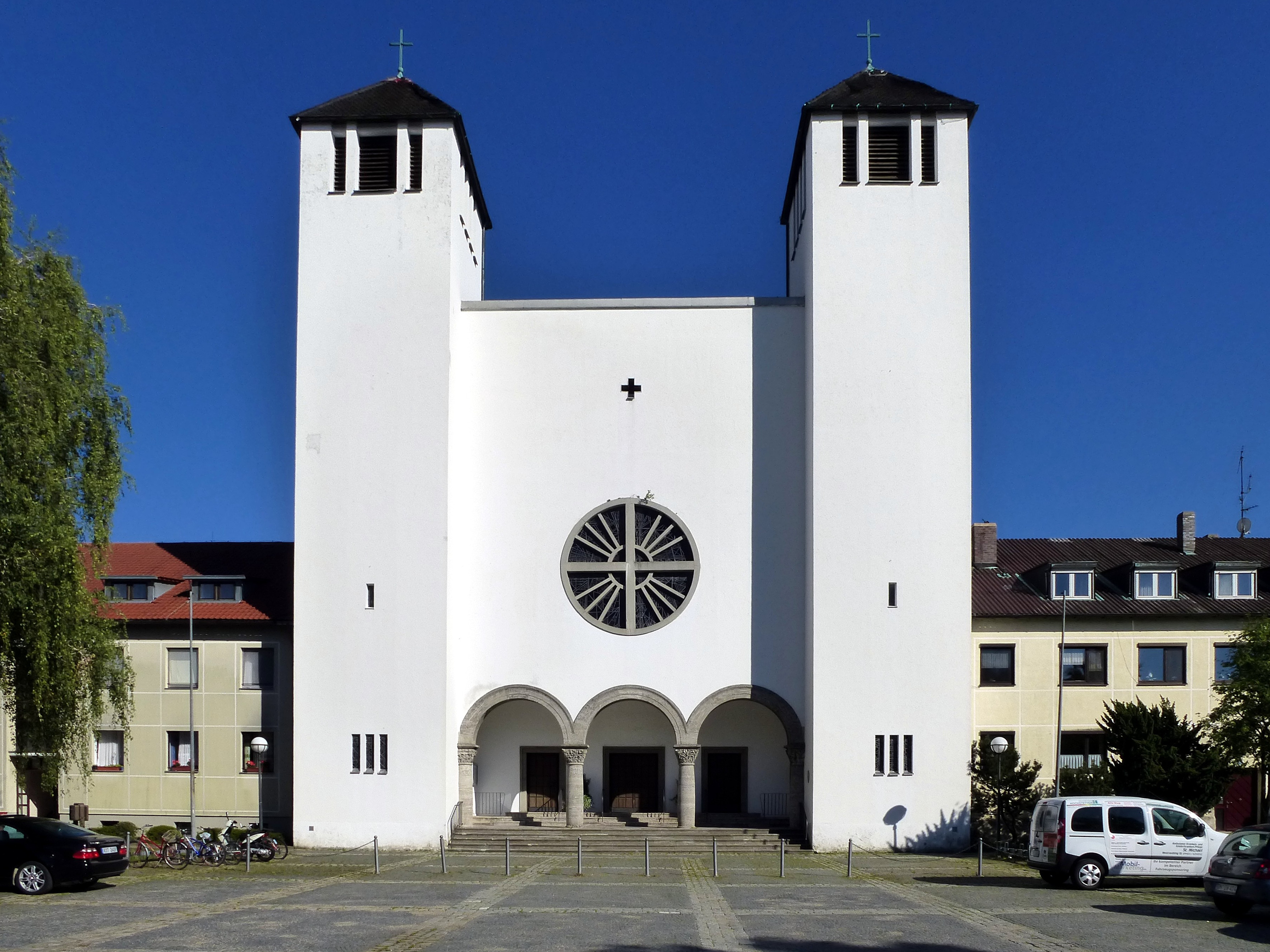

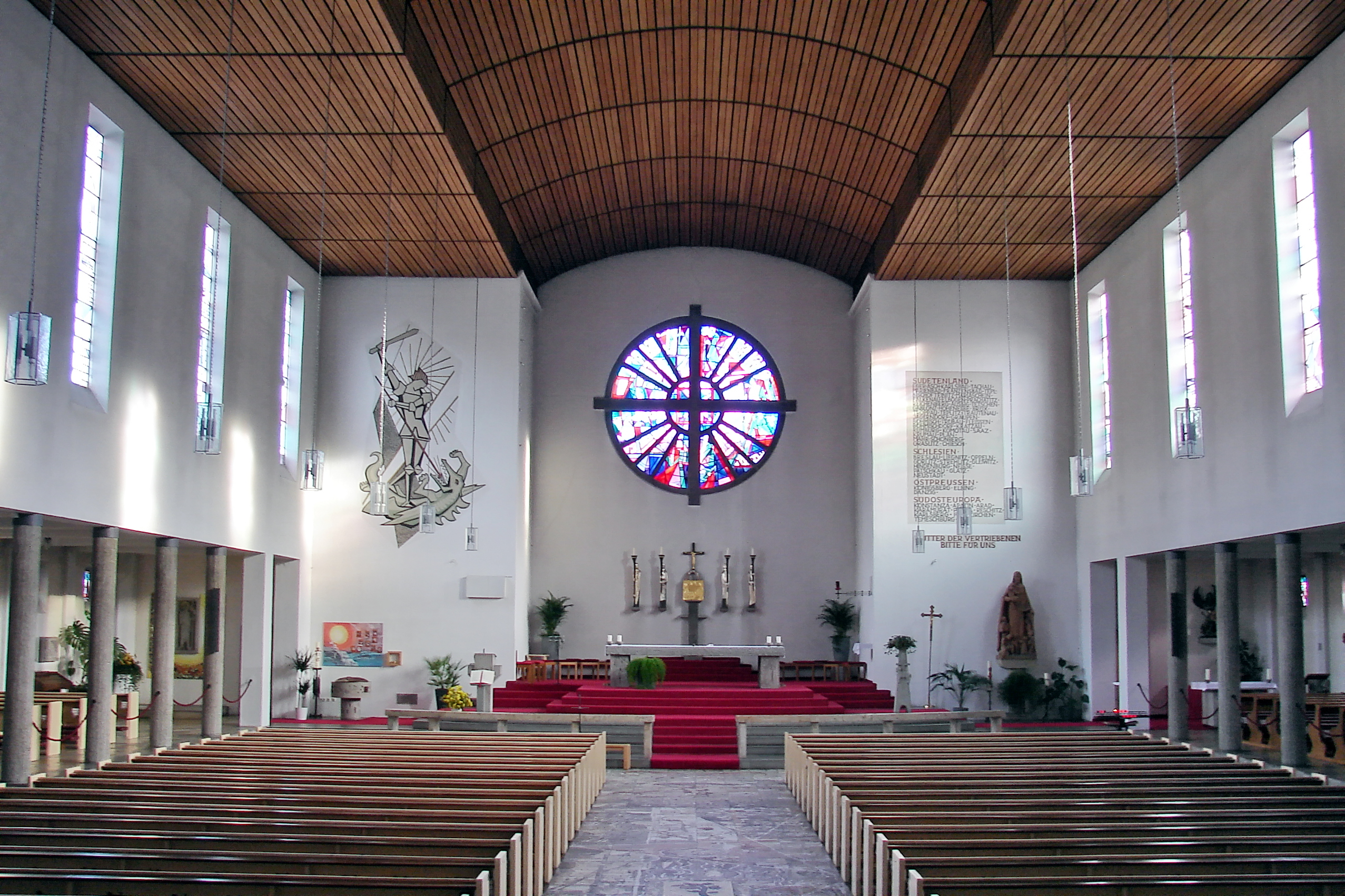
St. Michael: Innenraum

St. Michael  ist eine denkmalgeschützte römisch-katholische Pfarrkirche am St.-Michaels-Platz 6 in der Stadt Neutraubling, Landkreis Regensburg, Bayern. Die weiße Kirche liegt am Ortsrand an der Walhallastraße.

## Geschichte und Baustil
Die Kirche wurde von 1953 bis 1955 von Josef Pospischil, unter Einbezug der Eingangshalle des früheren Kommandanturgebäudes des im Zweiten Weltkrieg zerstörten Militärflugplatz Obertraublings (1936–1938) errichtet, um für die erst 1951 auf dem Flughafengelände neugegründete Vertriebenengemeinde Neutraubling eine katholische Kirche zu schaffen. Am 16. Oktober 1955 weihte Erzbischof Dr. Michael Buchberger das neue Gotteshaus.
Die Kirche ist eine dreischiffige Basilika mit Doppelturmfassade und flachem Satteldach, in reduziert-strengen, romanisierenden Formen.

## Orgel

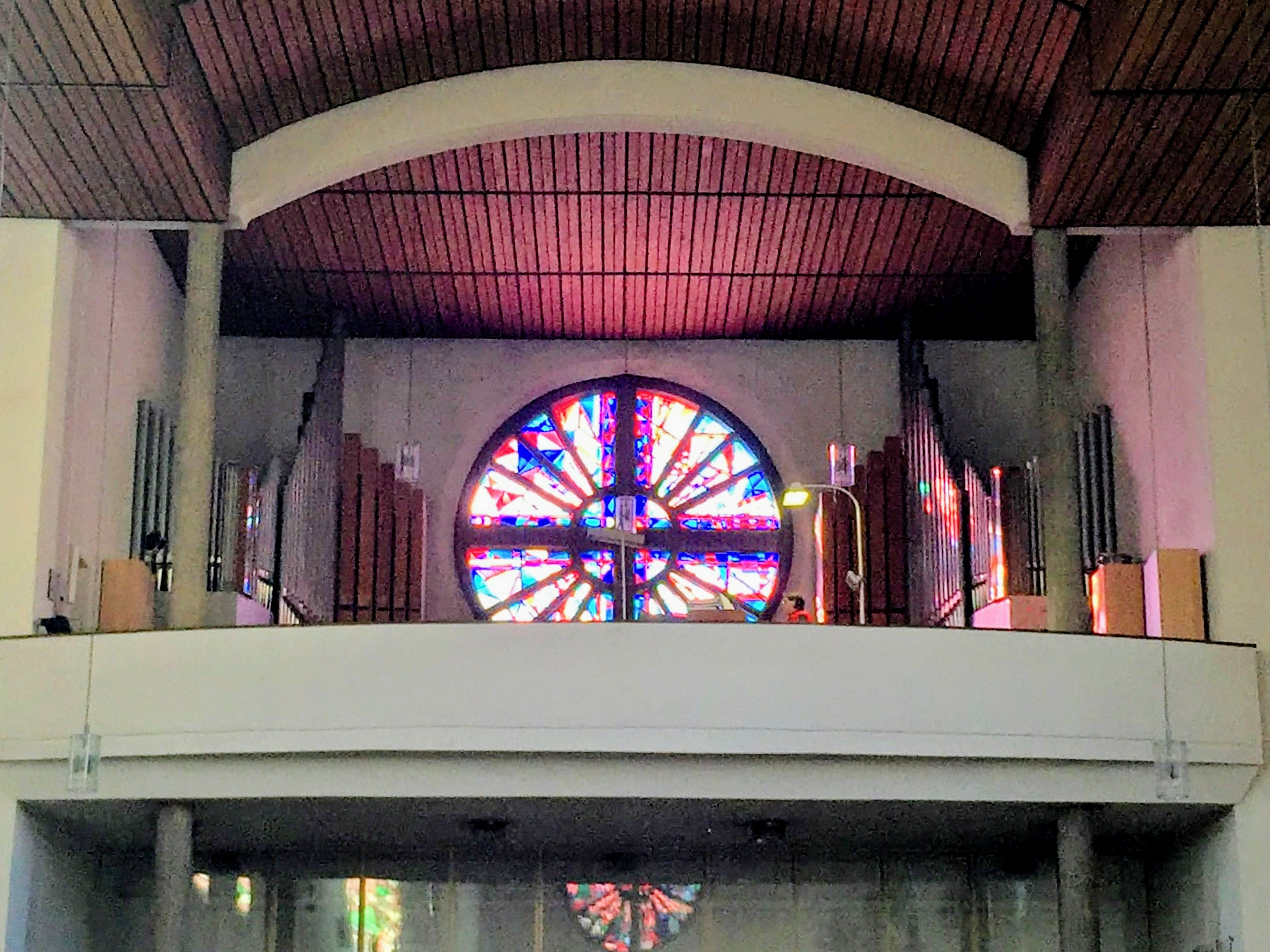
Die Orgel

Die Orgel wurde 1969 vom Orgelbauer Hirnschrodt aus Regensburg gebaut. Die 23 Register sind auf zwei Manuale und Pedal verteilt. 1999 wurde die Orgel durch Johannes Schädler umgebaut und umintoniert.

## Glocken
Auf die zwei Glockentürme verteilt hängen insgesamt fünf Glocken in den beiden Glockenstuben. Gegossen wurden sämtliche Glocken 1958 von der Glockengießerei Perner in Passau. Die Schlagtonfolge lautet d1–fis1–a1–h1–d2. Sie sind von groß nach klein St. Michael, St. Franziskus, St. Maria, St. Antonius und St. Josef geweiht. Die große Glocke wiegt ca. 3200 kg.